# 7250 Kinoshita
7250 Kinoshita eller 1992 SG1 är en asteroid i huvudbältet som upptäcktes den 23 september 1992 av de båda japanska astronomerna Kazuro Watanabe och Kin Endate vid Kitami-observatoriet. Den är uppkallad efter Hiroshi Kinoshita.
Asteroiden har en diameter på ungefär 5 kilometer.